# Lincoln Village (California)
Lincoln Village è un census-designated place degli Stati Uniti d'America situato nella contea di San Joaquin, in California.